# Giancarlo Giannini
Giancarlo Giannini (n. 1 august 1942) este un actor italian de film, scenă, voce și televiziune.

## Filmografie selectivă
- 1967 Astă seară mă distrez (Stasera mi butto), regia: Ettore Maria Fizzarotti
- 1969 Domnișoara doctor (Fräulein Doktor), r. Alberto Lattuada
- 1969: Secretul din Santa Vittoria (The Secret of Santa Vittoria), regia Stanley Kramer
- 1974 Camionul de cursă lungă (Il bestione), r. Sergio Corbucci
- 1975 Un surâs, o palmă, un sărut (Un sorriso, uno schiaffo, un bacio in bocca), r. Mario Morra
- 1976 Inocentul (L'innocente), regia: Luchino Visconti
- 1979 Viața e frumoasă (La vita è bella), regia Grigori Ciuhrai

## Premii, distincții, recunoaștere
În 1976 a fost nominalizat pentru Academy Award for Best Actor, iar în 2009 a primit o stea pe Italian Walk of Fame din Toronto.
Giancarlo Gianini este câștigător al premiului Nastro d'Argento de trei ori, în 1973, 1974 și 1999.